# Новоукраинка (Генический район)
Новоукра́инка (укр. Новоукраїнка) — село в Новотроицкой поселковой общине Генического района Херсонской области Украины.
Население по переписи 2001 года составляло 91 человек. Почтовый индекс — 75311. Телефонный код — 5548. Код КОАТУУ — 6524480504.